# Aiko Yamaide
Aiko Yamaide (山出愛子, Yamaide Aiko), née le 1er décembre 2002, est une chanteuse et idole japonaise membre de Sakura Gakuin depuis 2013. En mai 2017, elle est devenue le 7e leader. Elle est diplômée de Sakura Gakuin en mars 2018 et poursuit une carrière musicale en solo.

## Groupes
- Sakura Gakuin (2013-2018)
  - Twinklestars (2014-2015)
  - Mini-Patissier (2015-2018)

## Discographie

### En Solo
Singles
1. 22 août 2018 : Smile (スマイル?)
2. 1er décembre 2018 : Choice
3. 17 juillet 2019 : Natsu no Koi no Owari (夏の恋の終わり?)
4. 29 avril 2020 : Pierce (ピアス?)

### Avec Sakura Gakuin
| #             | Date de sortie  | Titre de l'album                              | Label                 | Remarques               |
| Albums studio | Albums studio   | Albums studio                                 | Albums studio         | Albums studio           |
| ------------- | --------------- | --------------------------------------------- | --------------------- | ----------------------- |
| 4             | 12 mars 2014    | Sakura Gakuin 2013-nendo ~Kizuna~             | Universal Music Japan |                         |
| 5             | 25 mars 2015    | Sakura Gakuin 2014-nendo ~Kimi ni Todoke~     | Universal Music Japan |                         |
| 6             | 3 mars 2016     | Sakura Gakuin 2015-nendo ~Kirameki no Kakera~ | Amuse                 |                         |
| 7             | 3 mars 2017     | Sakura Gakuin 2016-nendo ~Yakusoku~           | Amuse                 |                         |
| 8             | 3 mars 2018     | Sakura Gakuin 2017-nendo ~My Road~            | Amuse                 | dernier album participé |
| Singles       |                 |                                               |                       |                         |
| 6             | 9 octobre 2013  | Ganbare!!                                     | Universal Music Japan |                         |
| 7             | 12 février 2014 | Jump Up ~Chiisana Yūki~                       | Universal Music Japan |                         |
| -             | 22 octobre 2014 | Heart no Hoshi                                | Universal Music Japan |                         |
| -             | 4 mars 2015     | Aogeba Tōtoshi ~From Sakura Gakuin 2014~      | Universal Music Japan |                         |